# 竹崎庄
竹崎庄為台灣日治時期1920年至1945年間存在之行政區，轄屬台南州嘉義郡。今嘉義縣竹崎鄉。

## 庄長
- 王景游：1920年至1936年
- 長野鶴吉：1937年至1938年（曾任嘉義郡、新營郡警察課警部）
- 江頭政雄：1939年至1945年[1]

## 行政區劃
竹崎庄在清治時期及日治時期初期屬大目根堡、打猫東下堡、嘉義東堡的69庄。於1895年8月，屬臺灣民政支部嘉義出張所；1896年4月改隸臺南縣；1897年6月隸屬嘉義縣，1898年6月改隸臺南縣，1901年11月改隸嘉義廳，竹頭崎區、鹿蔴產區為嘉義廳直轄，大崎腳區屬打貓支廳，而糞箕湖屬中埔支廳番仔路區大湖庄。1904年2月，嘉義廳實施街庄整併，整併為以下15庄：
- 大目根堡：竹頭崎庄、瓦厝埔庄、覆鐤金庄、緞厝寮庄、鹿蔴產庄、灣橋庄、內埔仔庄、樟樹坪庄、金獅寮庄
- 打猫東下堡：山仔門庄、番仔潭庄、沙坑仔庄、獅仔頭庄、羗仔科庄
- 嘉義東堡：大湖庄

1907年4月1日，梅仔坑支廳因抗日運動趨緩而裁撤，而梅仔坑支廳所屬的梅仔坑區、大坑區，及嘉義廳直轄的竹頭崎區、鹿蔴產區，加上大湖庄的舊糞箕湖合併成立「竹頭崎支廳」。由於糞箕湖地區的交通多經生毛樹往返梅仔坑，加上考量阿里山林業事業的發展，大湖庄的土名糞箕湖、石棹、頂笨仔、柑仔宅、茄苳仔在1912年1月24日合併為「糞箕湖庄」，並劃入竹頭崎支廳。1920年10月1日，原堡里之行政區廢除，街庄改為大字；而「竹頭崎」改稱「竹崎」，「沙坑仔」改稱「沙坑」，並將上述15庄合併為臺南州嘉義郡「竹崎庄」，庄轄域內分為竹崎、瓦厝埔、覆鐤金、緞厝寮、鹿麻產、灣橋、內埔子、樟樹坪、金獅寮、山子門、番子潭、獅子頭、沙坑、羗子科、糞箕湖等15個大字。
| 1900年11月                                                                        | 1904年2月 | 1904年2月 | 1920年10月 | 1920年10月 | 1945年 |
| --------------------------------------------------------------------------------- | --------- | --------- | ---------- | ---------- | ------ |
| 竹頭崎街、坑仔平庄、酒店庄、田寮仔庄、下油車庄、頂蘇庄                            | 竹頭崎區  | 竹頭崎    | 竹崎       | 竹崎       | 竹崎鄉 |
| 瓦厝埔庄、山豬崙庄、新社坑庄、二崎庄、三角仔庄、崎腳庄                            | 竹頭崎區  | 瓦厝埔    | 竹崎       | 瓦厝埔     | 竹崎鄉 |
| 覆鼎金庄、溪角庄、東廣寮、水底寮、木屐寮                                              | 竹頭崎區  | 覆鐤金    | 竹崎       | 覆鐤金     | 竹崎鄉 |
| 緞厝寮庄、紅南坑庄、阿拔泉、鹽菜甕、樟腦寮                                            | 竹頭崎區  | 緞厝寮    | 竹崎       | 緞厝寮     | 竹崎鄉 |
| 金獅寮庄、芉蓁坑庄、出水坑庄、交力坪庄、塘湖庄、風吹嘔庄                          | 竹頭崎區  | 金獅寮    | 竹崎       | 金獅寮     | 竹崎鄉 |
| 鹿蔴產庄、過溪仔庄、麻箕埔庄、水景頭庄、溪心庄                                    | 鹿蔴產區  | 鹿蔴產    | 竹崎       | 鹿麻產     | 竹崎鄉 |
| 灣橋庄、枋仔林庄、埤塘庄、田尾庄、樸仔埔庄、溪角庄                                | 鹿蔴產區  | 灣橋      | 竹崎       | 灣橋       | 竹崎鄉 |
| 內埔仔庄、金交椅庄、軟歐庄、半天寮庄、桃仔斜庄、黃心寮庄、 溪州庄、菜公坑庄、頂埔仔、山仔頂、舊社 | 鹿蔴產區  | 內埔仔    | 竹崎       | 內埔子     | 竹崎鄉 |
| 樟樹坪庄、塘下寮庄、井仔頭庄、嶺尾庄、無底潭庄 、轆仔腳庄、檨仔寮、大坑、溪心寮               | 鹿蔴產區  | 樟樹坪    | 竹崎       | 樟樹坪     | 竹崎鄉 |
| 山仔門                                                                            | 大崎腳區  | 山仔門    | 竹崎       | 山子門     | 竹崎鄉 |
| 番仔潭                                                                            | 大崎腳區  | 番仔潭    | 竹崎       | 番子潭     | 竹崎鄉 |
| 山坑庄(部分)                                                                      | 大崎腳區  | 沙坑仔    | 竹崎       | 沙坑       | 竹崎鄉 |
| 山坑庄(部分)                                                                      | 大崎腳區  | 獅仔頭    | 竹崎       | 獅子頭     | 竹崎鄉 |
| 羗仔科庄、盧厝挖庄                                                                | 大崎腳區  | 羗仔科    | 竹崎       | 羗子科     | 竹崎鄉 |
| 茄冬仔庄、頂笨仔庄、柑仔宅庄                                                      | 番仔路區  | 大湖庄    | 竹崎       | 糞箕湖     | 竹崎鄉 |
| 大湖庄、石腳桶庄                                                                  | 番仔路區  | 大湖庄    | 番路庄     | 大湖       | 番路鄉 |

## 人口
| 大字別 | 內地人 | 臺灣人 | 中華民國人 | 小計   |
| ------ | ------ | ------ | ---------- | ------ |
| 竹崎   | 110    | 1,985  | 14         | 2,109  |
| 瓦厝埔 | 1      | 1,267  |            | 1,268  |
| 覆鐤金 | 4      | 1,248  |            | 1,252  |
| 緞厝寮 | 3      | 1,220  |            | 1,223  |
| 鹿麻產 | 29     | 1,853  | 1          | 1,883  |
| 灣橋   | 28     | 1,152  |            | 1,180  |
| 內埔子 | 7      | 3,292  | 1          | 3,300  |
| 樟樹坪 | 2      | 2,522  |            | 2,524  |
| 金獅寮 | 3      | 1,397  | 1          | 1,401  |
| 山子門 | 1      | 311    |            | 312    |
| 番子潭 |        | 783    |            | 783    |
| 沙坑   |        | 1,120  |            | 1,120  |
| 獅子頭 | 5      | 767    |            | 772    |
| 羗子科 | 4      | 440    | 1          | 445    |
| 糞箕湖 | 118    | 1,671  |            | 1,789  |
| 小計   | 315    | 21,028 | 18         | 21,361 |

## 設施
- 竹崎庄役場
- 竹崎郵便局
- 警察官吏派出所：竹崎、鹿麻產、內埔、覆鐤金、糞箕湖、瓦厝埔、交力坪派出所[8]
- 阿里山鐵路：鹿麻產車站、竹崎車站、木履寮車站、樟腦寮車站、獨立山車站、交力坪車站、水社寮車站
- 竹崎尋常小學校→竹崎國民學校（戰後廢校，原址為今竹崎國中）
- 奮起湖尋常小學校→奮起湖南國民學校
- 鹿麻產公學校→鹿麻產國民學校（今鹿滿國小）
- 內埔公學校→內埔國民學校（今內埔國小）
- 竹崎公學校→竹崎南國民學校（今竹崎國小）
- 竹崎南國民學校大坑分教場（戰後為文峰國小，1987年改為龍山國小文峰分校，1999年廢校）
- 奮起湖公學校→奮起湖南國民學校（今中和國小）
- 臺灣電燈株式會社竹崎營業所